# Adriano Gomes Pimenta
Adriano Gomes Ferreira Pimenta, mais conhecido como Adriano Pimenta (1883 — 15 de Dezembro de 1926), foi um jornalista e político português.

## Biografia

### Carreiras profissional e política
Exerceu como deputado republicano às constituintes, no Parlamento, e foi vereador da Câmara Municipal do Porto.
Como jornalista, publicou assiduamente em vários periódicos, e foi director no jornal O Primeiro de Janeiro.

### Falecimento
Faleceu em 15 de Dezembro de 1926.